# L’Huisserie
L’Huisserie – miejscowość i gmina we Francji, w regionie Kraj Loary, w departamencie Mayenne.
Według danych na rok 1990 gminę zamieszkiwały 2863 osoby, a gęstość zaludnienia wynosiła 194 osób/km² (wśród 1504 gmin Kraju Loary L’Huisserie plasuje się na 178. miejscu pod względem liczby ludności, natomiast pod względem powierzchni na miejscu 786.).